# Tedong
Tedong (korejsky 대동강) je řeka na severu Korejského poloostrova v Severní Koreji. Je 439 km dlouhá. Povodí má rozlohu 20 100 km².

## Průběh toku
Pramení na Severokorejských horách. Na středním a dolním toku má rovinný charakter. Ústí do Západokorejského zálivu Žlutého moře, přičemž vytváří estuár.

## Vodní režim
Má monzunový režim. Ke zvýšení vodního stavu dochází v létě. Zamrzá na 2 až 3 měsíce. Průměrný průtok vody činí přibližně 320 m³/s. Na dolním toku je znatelný vliv mořských přílivů.

## Využití
Vodní doprava je možná do vzdálenosti 243 km, z čehož je 30 km splavných pro námořní lodě. Na řece leží města Sunčchon, Pchjongjang, Songnim a v ústí Nampcho.